# Соболівка (Звенигородський район)
Соболі́вка — село в Україні, у Шполянській міській громаді Звенигородського району Черкаської області. Розмежоване густою мережею ярів і балок. Загальна площа — 3423 га. 376 селянських дворів. Мешканців станом на 1.01.2012 — 759 осіб.

## Загальні відомості
Засновано Соболівку в XVI сторіччі. До околиць села на той час щільно підходили ліси, тому, окрім землеробства, важливу роль у житті перших поселенців відігравало також полювання. Тривалий час мешканці села використовували лук і стріли, що вимагало від мисливців кмітливості й спритності. Тому місцевих мисливців порівнювали зі звірком — соболем. Звідси, за переказами, походить назва села.
У Соболівці функціонують два сільськогосподарських товариства: СТОВ «Агроспілка» з 450 земельними паями та СПОП «Відродження» з 95 земельними паями. Разом — 2500 га сільськогосподарських угідь. Деякі селяни самостійно обробляють свої паї.
На балансі сільської ради діє неповна середня школа, в якій навчається 65 дітей. Школа повністю укомплектована педагогічними працівниками, при ній працює дитячий садок. Обслуговує мешканців фельдшерсько-акушерський пункт, діє будинок культури.

## Населення

### Мова
Розподіл населення за рідною мовою за даними перепису 2001 року:
| Мова       | Кількість | Відсоток |
| ---------- | --------- | -------- |
| українська | 722       | 95.13%   |
| російська  | 32        | 4.21%    |
| білоруська | 3         | 0.40%    |
| румунська  | 1         | 0.13%    |
| болгарська | 1         | 0.13%    |
| Усього     | 759       | 100%     |

## Відомі люди
- Капелюшний Валерій Петрович (*2 липня 1963) — український історик, науковець.
- Яцентюк Віталій Григорович — заслужений лікар України, кандидат медичних наук, хірург вищої категорії, колопроктолог вищої категорії, завідувач хірургічним відділенням.
- Династія механізаторів — Маслюк Петро Іванович разом із синами — ЛОВ «Агроспілка».
- Бондар Сергій Миколайович[недоступне посилання з липня 2019] — громадсько-політичний діяч, колишній голова Шполянської районної організації Народного Руху України.
- Яцентюк Валентина Андріївна — сільський голова Соболівки до 2020 року (наразі — головний спеціаліст загального відділу Шполянської міської ради ОТГ), важлива особа в розвитку села.